# Discodes aeneus
Discodes aeneus är en stekelart som först beskrevs av Johan Wilhelm Dalman 1820.  Discodes aeneus ingår i släktet Discodes och familjen sköldlussteklar. Arten är reproducerande i Sverige. Inga underarter finns listade i Catalogue of Life.